# I AGAINST i
『i AGAINST i』は、SiMの3枚目のミニ・アルバム、通算6枚目のアルバム。2014年9月17日にEMI Records/gil soundworksよりリリースされた。

## 概要
前作より9ヶ月ぶりとなるアルバム。ジャケットイラストは漫画家・イラストレーターのカネコアツシ。

## チャート成績
2014年9月29日付のオリコン週間ランキングでは初動1.5万枚を売り上げ、週間7位にランクインした。2022年1月現在3番目に売れたアルバム。

## 楽曲について
- RiOT
2014年11月14日にミュージックビデオが公開。
- Fallen Idols
2014年9月9日にミュージックビデオが公開[4]。監督はINNI VISION[5]。
- GUNSHOTS
2014年8月22日にミュージックビデオが公開[6]。監督はINNI VISION[7]。アルバム『THE BEAUTiFUL PEOPLE』にも収録。

## 収録曲
1. RiOT
2. Fallen Idols
3. GUNSHOTS
4. IKAROS
5. Slim Thing
6. Teardrops